# Lycaena candens
Lycaena candens — вид денних метеликів родини синявцевих (Lycaenidae)

## Поширення
Вид поширений в Південно-Східній Європі, Західній Азії, на Кавказі та в Ірані. Мешкає на луках у гірських районах від 900 до приблизно 2400 м над рівнем моря. 

## Опис
Довжина переднього крила 15 — 19 мм. У самців передні крила яскраво-помаранчеві без блакитного блиску, а у самиць переднє крило вгорі цілком золотисто-коричневе; чорний край верху в обох статей вузький з білою облямівкою. Тіло метелика чорне, а вусики чорно-білі.

## Спосіб життя
Личинки живляться різними видами щавля (Rumex).